# Thilo Muster
 (décembre 2022).
Thilo Muster (* 1965 à Lörrach) est un organiste d'origine allemande. Il vit et travaille à Bâle en Suisse.
Muster étudie à l'Académie de musique de la ville de Bâle auprès de Peter Efler pour le piano et Guy Bovet pour l'orgue. En 1992, il obtient son diplôme de soliste avec distinction.
Il est lauréat du Concours suisse de l'Orgue en 1992 et du Concours de Genève en 1993.
En 1994, il est nommé organiste titulaire de la Cathédrale Saint-Pierre de Genève, poste qu'il occupe jusqu'en 2005. De 1995 à 2003, il est également directeur artistique des Concerts Spirituels de  Genève.

## Publications
- Enregistrements: Suites pour Souvigny (Gallo 1994) et Dr Bull, Œuvres pour Orgue (IFO/Organ 2006)
- Articles (pour organ-Journal für die Orgel et la Tribune de l'orgue)
- Transcriptions (pour Cantate Domino)